# 정범수 (PD)
정범수는 대한민국의 PD이다. 2004년 KBS 입사 이래 다양한 탐사보도 프로그램으로 대한민국 사회의 여러 성역을 다루어 주목을 받았다. 2017년 7월 KBS《추적 60분》의 '검찰과 권력'으로 '이달의 피디상'을 수상하였다. 2018년에는 제17대 대통령 이명박의 아들 이시형과 관련하여 《추적 60분》에서 마약 의혹을 다루어 방송금지 가처분 신청을 받았으나 기각되기도 하였다. 2020년 《시사직격 메이드 인 중앙지검 2부작》으로 이달의 피디상을 수상하였다.

## 연출 작품
- KBS 《소비자 리포트》
- KBS 《추적 60분》
- KBS 《시사직격》